# Aletheia

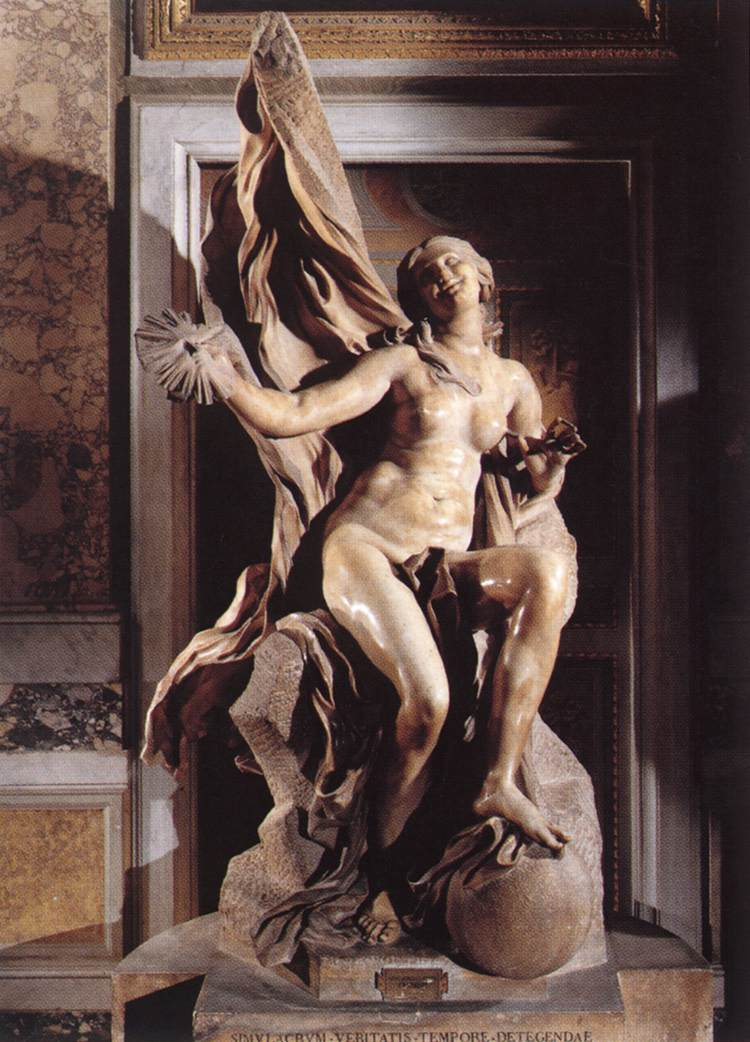
La Verità svelata dal Tempo, scultura di Gian Lorenzo Bernini (1650 circa)

Aletheia (ἀλήθεια) è una parola greca tradotta in modi diversi come «dischiudimento», «svelamento», «rivelazione» o «verità». Il significato letterale della parola ἀ–λήθεια è «lo stato del non essere nascosto; lo stato dell'essere evidente» e implica anche la sincerità, così come fattualità o realtà.

## Heidegger e l'aletheia
Nella prima metà del XX secolo, Martin Heidegger portò rinnovata attenzione al concetto di aletheia, relazionandolo alla nozione di rivelazione in quanto movimento di manifestazione attraverso cui le cose appaiono come entità nel mondo. Mentre inizialmente ci si era riferiti ad aletheia come “verità”, in particolare una forma di origine presocratica, Heidegger col tempo corresse questa interpretazione:
(Tempo ed essere)
Heidegger diede un'analisi etimologica del termine aletheia, e ne estrasse una comprensione dinamica del termine in quanto composta da alfa privativo (α-, cioè «meno»), più λέθος, léthos, «oscuramento», che vuol dire quindi «eliminazione dell'oscuramento», o appunto «disvelamento».
Così, aletheia è distinta dalla concezione di verità intesa come stato che descrive accuratamente uno stato determinato di cose (corrispondenza) o da dichiarazioni che si adattano correttamente in un sistema nel suo complesso (coerenza).
Heidegger ha iniziato il suo discorso sulla riappropriazione di aletheia nel suo opus magnum, Essere e tempo, e ha ampliato il concetto nella sua Introduzione alla Metafisica. Maggiori informazioni sulla sua comprensione di aletheia sono presenti in Poesia, Lingua e Pensiero, in particolare il saggio intitolato L'origine dell'opera d'arte, che descrive il valore dell'opera d'arte come mezzo per aprire una "compensazione" per l'apparenza delle cose del mondo, o di rivelare il loro significato per gli esseri umani.
Heidegger rivide le proprie opinioni su aletheia in quanto verità dopo quasi quarant'anni, nel saggio La fine della filosofia e il compito del pensiero, in Tempo ed essere del 1962.
L'etimologia negativa del termine - con "non-nascosto" o "non dimenticato" - e dunque rivelato fu enfatizzata da Heidegger che lo contrappose al significato positivo di "verità", affermatosi con il mito della caverna di Platone, al quale dovrebbe attribuirsi la responsabilità storica del mutamento del significato di "verità". La questione fu oggetto di una disputa tra il filosofo e il filologo classico Paul Friedländer il quale sostenne che in Platone la parola avesse una valenza positiva, e contestò la supposta responsabilità di Platone. Questo studioso abbandonò poi il terreno della disputa strettamente etimologica, ma sostenne che nel filosofo greco l'idea (la verità) non era un mero vedere teoretico (secondo l'accusa di Heidegger), ma un vedere esistenziale inscindibile dalla ricerca - scoperta del vero.